# Coslada
Coslada es un municipio de España perteneciente a la Comunidad de Madrid. Ubicado en el Corredor del Henares, con una extensión de 12,03 km² y una población de 80 760 habitantes (INE 2024). Limita al este con San Fernando de Henares y con Madrid, y limita también con Madrid al norte, al sur y al oeste. Salvo su límite con San Fernando, se encuentra rodeado por el término municipal de Madrid.
Coslada se sitúa en el Valle del Henares en su nexo con la Cuenca del Jarama. Conforma una sucesión urbana con San Fernando de Henares, en un cruce de caminos a la salida noreste de Madrid, entre las autopistas A-2, M-40 y M-45. Localizado a escasa distancia del aeropuerto internacional Adolfo Suárez Madrid-Barajas, con accesos por ferrocarril y por la línea 7 del Metro de Madrid. Sus límites han ido variando históricamente y lindaba con poblaciones algunas de ellas hoy desaparecidas y otras absorbidas por el municipio de Madrid (Ambroz, Vicálvaro o Canillejas entre otras). Hoy limita con los municipios de Madrid y San Fernando de Henares.
Su proximidad a Madrid hace que se encuadre en el área de influencia de la capital. No obstante, Coslada siempre se ha configurado como una ciudad independiente. Toda la franja norte de su término municipal está ocupada por zonas industriales especializadas en la logística y actividades complementarias al transporte. Está situada cerca de la vega del río Jarama, en cuyo margen derecho se asienta, y sirve de límite al término municipal en su parte norte. De norte a sur por el este, la recorría el Teatinos, arroyo que nace por encima de Ambroz y fluye al Jarama. Una pequeña fracción de su territorio (13 ha) está incluida en el parque regional del Sureste.

## Historia
Se han encontrado restos arqueológicos prehistóricos en lo que hoy es Coslada, destacando el recientemente destruido yacimiento arqueológico de El Calvario (cuya protección como BIC fue primero aprobada y después retirada).
Durante el dominio romano, el territorio habría sido parte del ager de la ciudad de Complutum (hoy Alcalá de Henares). Sin embargo, su condición como poblado dataría del siglo VI, siendo posterior al asentamiento de la corte visigoda en Toledo. Desde la invasión musulmana hasta 1083, en que Alfonso VI de León incorpora estos territorios a su reino no se tienen noticias sobre el poblado.
Después de la conquista Coslada perteneció administrativamente al Alfoz de Madrid, en concreto al sexmo de Vallecas, uno de los tres en que se dividía dicho alfoz junto a Getafe y Villaverde.
Durante el resto de la Edad Media y la Edad Moderna la localidad siguió siendo una aldea de escasa entidad. En 1576 el pueblo constaba de una pequeña iglesia y un conjunto de casas. Las rentas eclesiásticas y el salario del curato de Coslada debían ser pagados por la Universidad de Alcalá, según aparece en un mandato del rey de 1665.

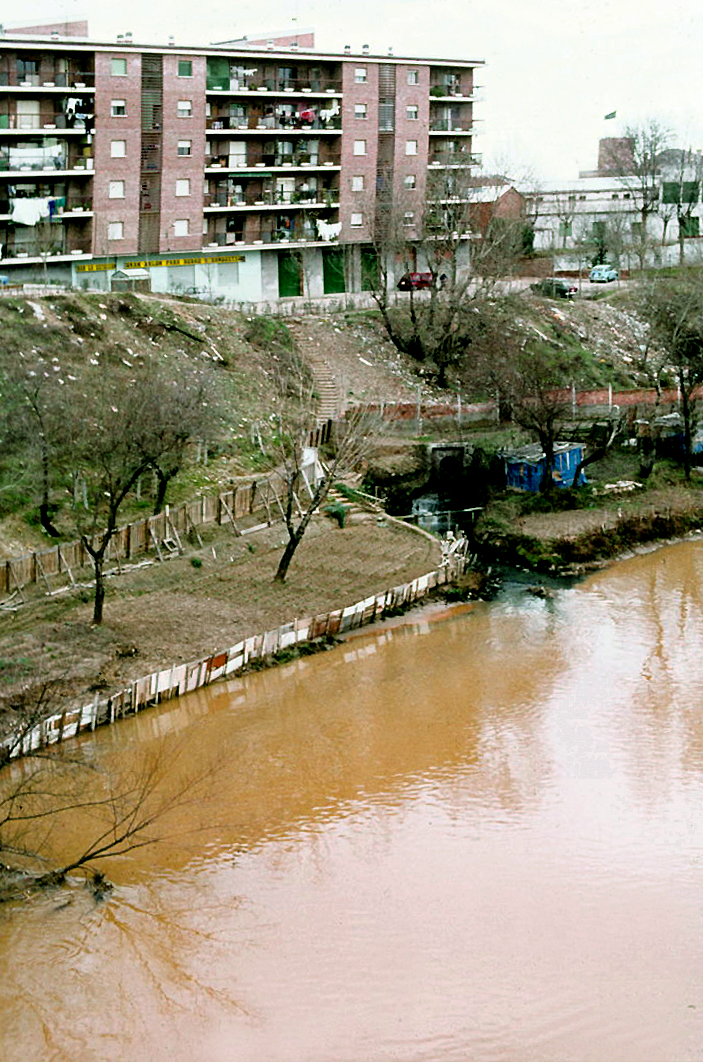
Viviendas junto al río Jarama en 1978

A principios del siglo XIX Coslada empezó a experimentar un ligero aumento de su población. En esos momentos llegará a formar un solo término municipal con San Fernando de Henares, que se le une alrededor de 1818, pero esa unión no fue duradera. En 1820 Coslada pasa a pertenecer al partido judicial de Alcalá.
A mediados del siglo XIX, el lugar tenía contabilizada una población de 56 habitantes. La localidad aparece descrita en el séptimo volumen del Diccionario geográfico-estadístico-histórico de España y sus posesiones de Ultramar de Pascual Madoz de la siguiente manera:

COSLADA: l. con ayunt. de la prov., aud. terr. y c. g. de Madrid (2 leg.), part. jud. de Alcalá de Henares (3);, dióc. de Toledo (14): sit. en terreno llano le combaten todos los vientos y su clima es sano: tiene 16 casas, una calle, casa de ayunt., cárcel, escuela de instruccion primaria comun á ambos sexos, á la que asisten 14 alumnos, la que está bajo la direccion del secretario de ayunt. que por ambos cargos recibe 1,460 rs. pagados de propios; una igl. parr. (Santos Apóstoles San Pedro y San Pablo), servida por un párroco cuya plaza se provee en concurso general; el cementerio se halla al N. en parage que no ofende á la salud pública: confina el térm. N. Rejos á una leg.; E. San Fernando á 1/2; S. Vicálbaro á 1/4, y O. Ambroz y Canillejas á igual dist.: comprende los cas. de Segundo Callaela, Francisco Andrés, Puente de Viveros, otros sin nombre, y el desp. de Torrejoncillo de la Ribera: le atraviesan el r. Jarama y un arroyo que engruesa las aguas de aquel. El terreno es de buena calidad, hay algunos pastos de prados naturales y una pequeña alameda al lado del referido arroyo. caminos: los de pueblo á pueblo en mediano estado. El correo se recibe del Puente de Viveros por balijero los martes, jueves y sábados, y salen en los mismos dias. prod.: trigo, cebada, centeno, avena, escaña, garbanzos, almortas, algarrobas y uvas, su mayor cosecha trigo y cebada; mantiene ganado lanar, vacuno y de cerda, y cria alguna caza. ind.: agricultura y 2 hornos de yeso. pobl.: 14 vec., 56 alm. cap. prod.: 1.489,901 rs. imp.: 57,339. contr.: segun el cálculo general y oficial de la provincia 9'65 por 100.
(Madoz, 1847, p. 142)

En la segunda mitad del siglo XX el municipio experimentaría un crecimiento demográfico acelerado favorecido por su cercanía a Madrid.

## Geografía

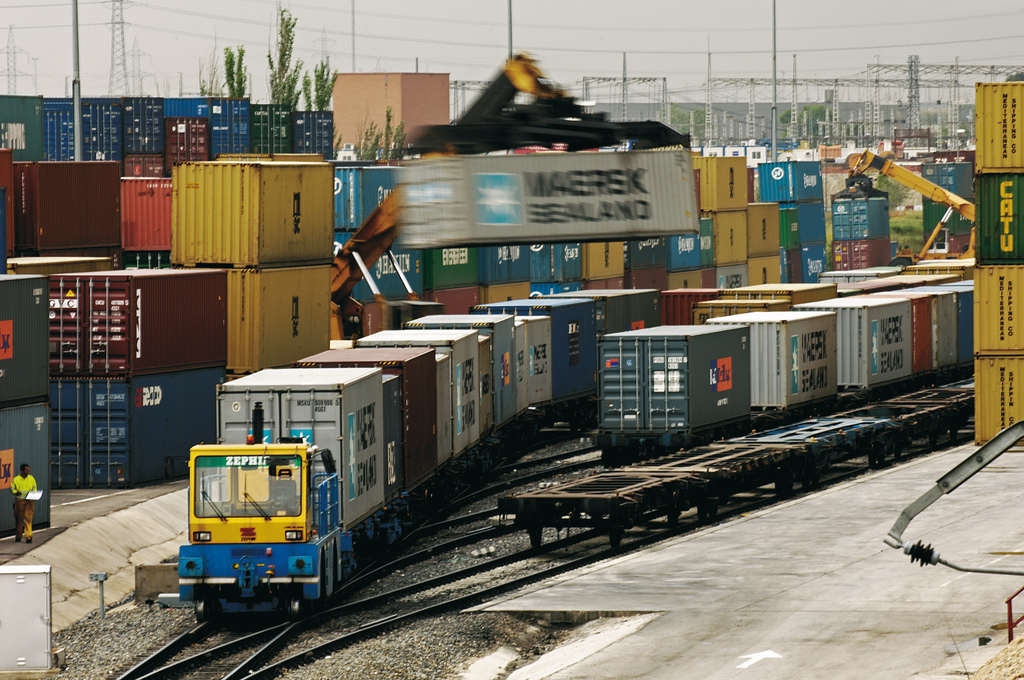
Puerto seco

En Coslada está ubicado el Puerto Seco de la Comunidad de Madrid, lo que la convierte en un punto estratégico. La mayoría de las empresas de transporte de mercancías importantes que operan en España tienen sucursal en Coslada. El otro gran activo económico de Coslada es su proximidad con el Aeropuerto de Madrid-Barajas.
El punto más alto del municipio se encuentra en el parque del Cerro y es el vértice geodésico Canteras de San Fernando, con una altura de la base del pilar de 656,9 m. El punto más bajo se encuentra cerca del hospital Asepeyo en la orilla del río Jarama: 556,9 m.
De este modo la diferencia entre los dos puntos extremos es de exactamente 100 m.
La población actual es de 81 860 habitantes (Instituto de Estadística de la Comunidad de Madrid 2018), de los cuales 40 106 son hombres y 41 754 son mujeres.
La ciudad posee una gran cantidad de zonas verdes y parques, siendo uno de los municipios con más zonas verdes por habitante de toda la Comunidad de Madrid.
La Candidatura de Madrid 2020 presentaba a Coslada como subsede para la competición de Voleibol, disponiendo entre otras instalaciones de un pabellón con capacidad para 15 000 espectadores.

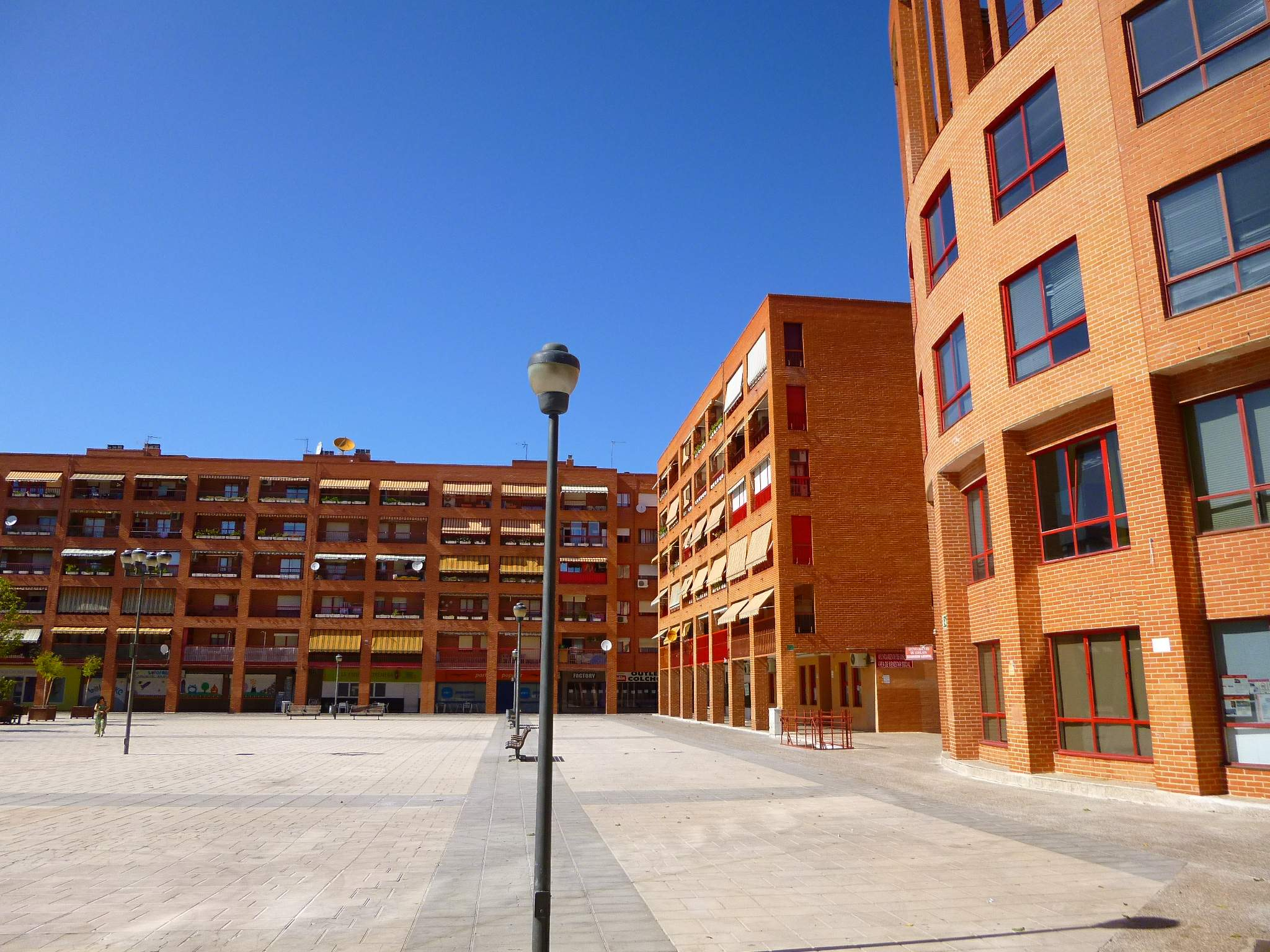
Plaza Mayor de Coslada

A pesar de ser un municipio independiente, Coslada es uno de los cuatro municipios que forma un continuo urbano con Madrid capital junto con Alcobendas, Majadahonda y Pozuelo de Alarcón.
El término municipal de Coslada limita con el término municipal de Madrid al norte, oeste y sur, y con San Fernando de Henares al este.
| Noroeste: Madrid (San Blas-Canillejas) | Norte: Madrid (San Blas-Canillejas) | Nordeste: San Fernando de Henares |
| Oeste: Madrid (San Blas-Canillejas)    |                                     | Este: San Fernando de Henares     |
| Suroeste: Madrid (Vicálvaro)           | Sur: Madrid (Vicálvaro)             | Sureste: Madrid (Vicálvaro)       |

## Demografía
Coslada cuenta con una población de 80 760 habitantes (INE 2024). 
| Gráfica de evolución demográfica de Coslada entre 1842 y 2021                                                       |
| |
| Población de derecho según los censos de población del INE Población de hecho según los censos de población del INE |

### Nuevos desarrollos
- Barrio del Jarama: surgido del acuerdo de alteración de términos entre Coslada y Madrid, es la principal zona de expansión urbanística de la ciudad. En este nuevo enclave urbano se instala el nuevo Hospital del Henares que presta servicio a la población englobada en el área sanitaria 2 (Coslada, San Fernando de Henares, Mejorada del Campo, Loeches y Velilla de San Antonio) y cuenta con una estación de Metro y un acceso directo desde la M-45, lo que asegura la accesibilidad al barrio y al centro hospitalario. Este nuevo barrio ofrecerá además la oportunidad a muchos vecinos del municipio de adquirir nuevas viviendas, ya que está prevista la construcción de unas 4400, de las que unas 1900 serán de Protección Pública.
- Barrancosa: zona en la que se contempla la construcción de 262 viviendas unifamiliares, pertenecientes a cooperativas, y 270 multifamiliares, 160 de las cuales serán protegidas en el sur de Coslada
- La Rambla: el proyecto contempla una zona residencial de 1200 viviendas (400 protegidas), diversos equipamientos (ciudad de la cultura con una biblioteca, un centro cultural, un centro integrado de servicios sociales, y nuevas dependencias de policía local y protección civil...) y espacios verdes para potenciar la Rambla como eje dinamizador de la vida social y de la ciudad.
- La Burbuja: o también denominada como Sur de San Fernando, se trata de una zona donde se construirán 400 viviendas de Renta Libre.

## Símbolos
El escudo heráldico que representa al municipio fue aprobado por decreto el 17 de julio de 1968 con el siguiente blasón:

«En campo de plata un león rampante de gules, encerrado en una corona cívica de sinople frutada de oro. Timbrado de corona real.»
Boletín Oficial del Estado nº 184 de 1 de agosto de 1968

La bandera fue aprobada el 27 de febrero de 1986. Está formada por dos franjas horizontales, rojo carmesí la superior y verde la inferior (BOCM n.º 69 de 22 de marzo de 1986).

## Servicios

### Sanidad
Coslada se encuentra ubicado en el área 2 del mapa sanitario de la Comunidad de Madrid y tiene: seis centros de salud, un hospital público y una clínica sanitaria privada en su término municipal:

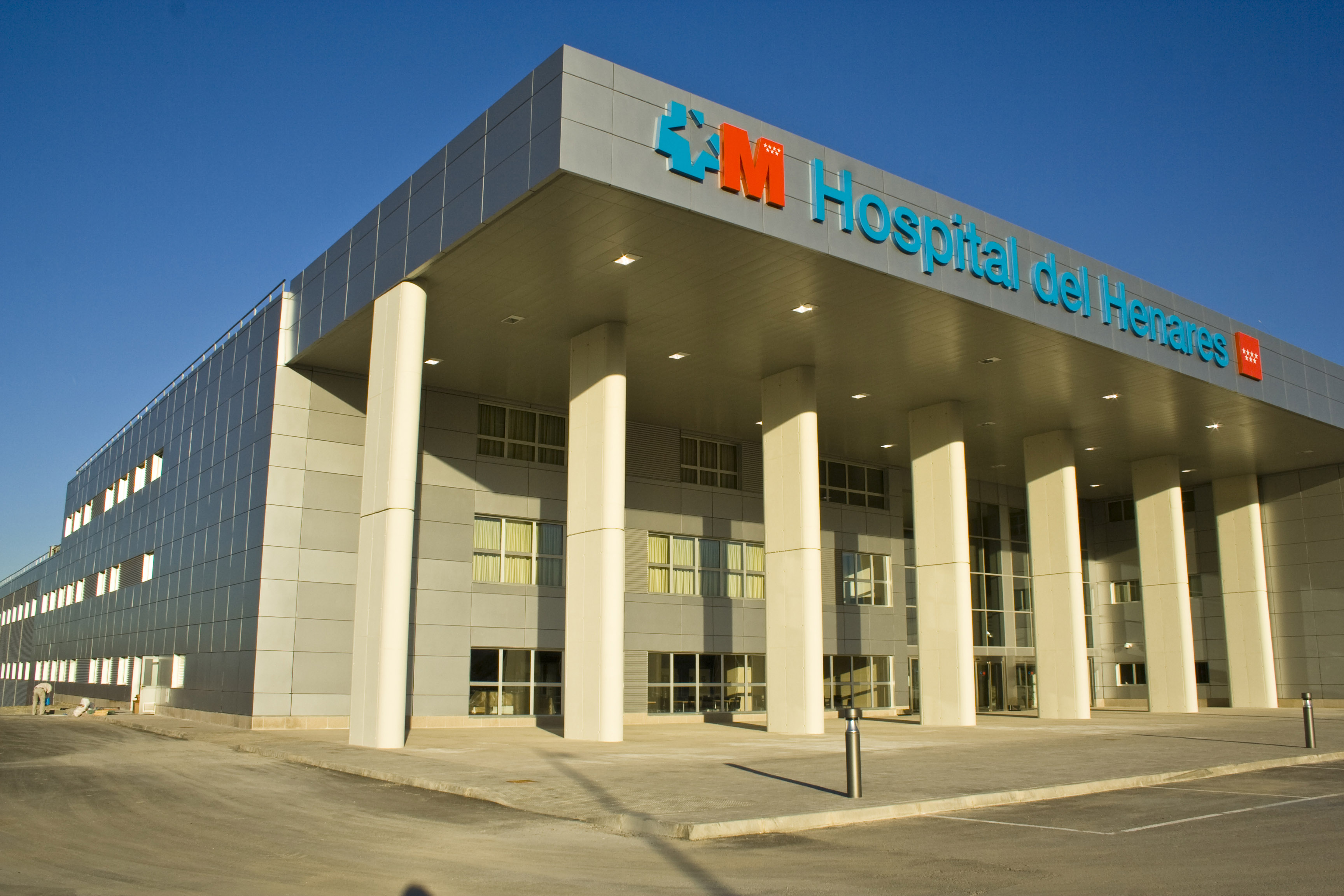
Hospital del Henares

Hospital
- Hospital del Henares

Centros de salud
- Jaime Vera
- Dr. Tamames
- Valleaguado
- Ciudad San Pablo
- Barrio de la Estación
- Barrio del Puerto

Centro sanitario privado
- Clínica Sastre

### Educación
En Coslada hay 1 Escuela Oficial de Idiomas, 16 escuelas infantiles (5 públicas y 11 privadas), 16 colegios públicos de educación infantil y primaria, 1 colegio de educación especial, 8 institutos de educación secundaria, 1 centro de educación para adultos (CEPA COSLADA) y 2 colegios privados (con y sin concierto).

### Comunicaciones

#### En coche
- A-2 Autovía del Nordeste: salidas: 15, 16
- Autopista M-40: salidas: 10, 9A y 9B
- Autopista M-45: salidas: 25 y 27
- Autopista M-50: salida: 19
- Autovía M-21 salidas: 3 y 6
- Carretera M-22: entre la zona técnica del aeropuerto y Coslada

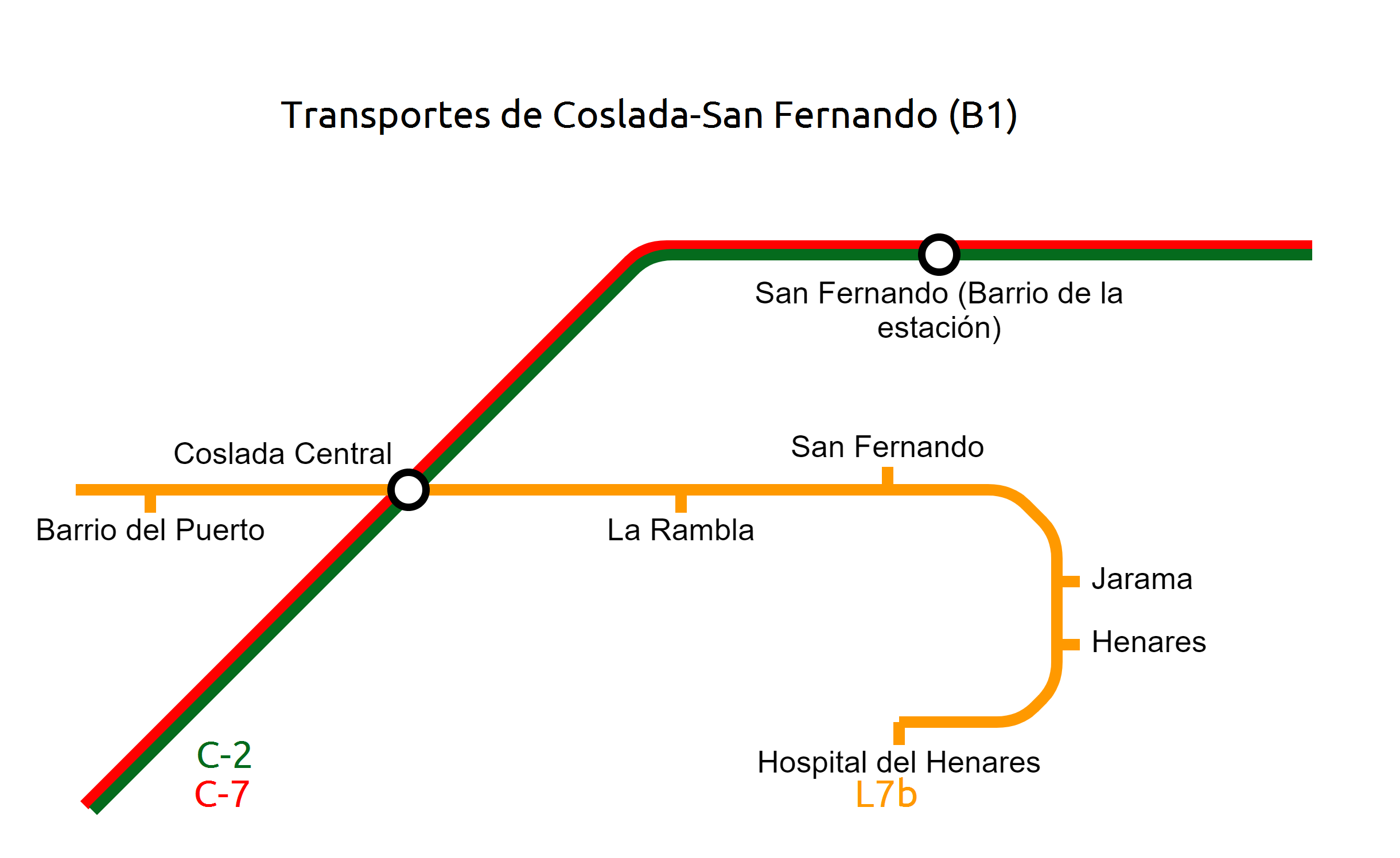
Estaciones de Metro y Cercanías en Coslada (y San Fernando de Henares)

- Autopista Radial 3: salidas: 3

#### En metro
MetroEste, con cuatro estaciones
- Barrio del Puerto

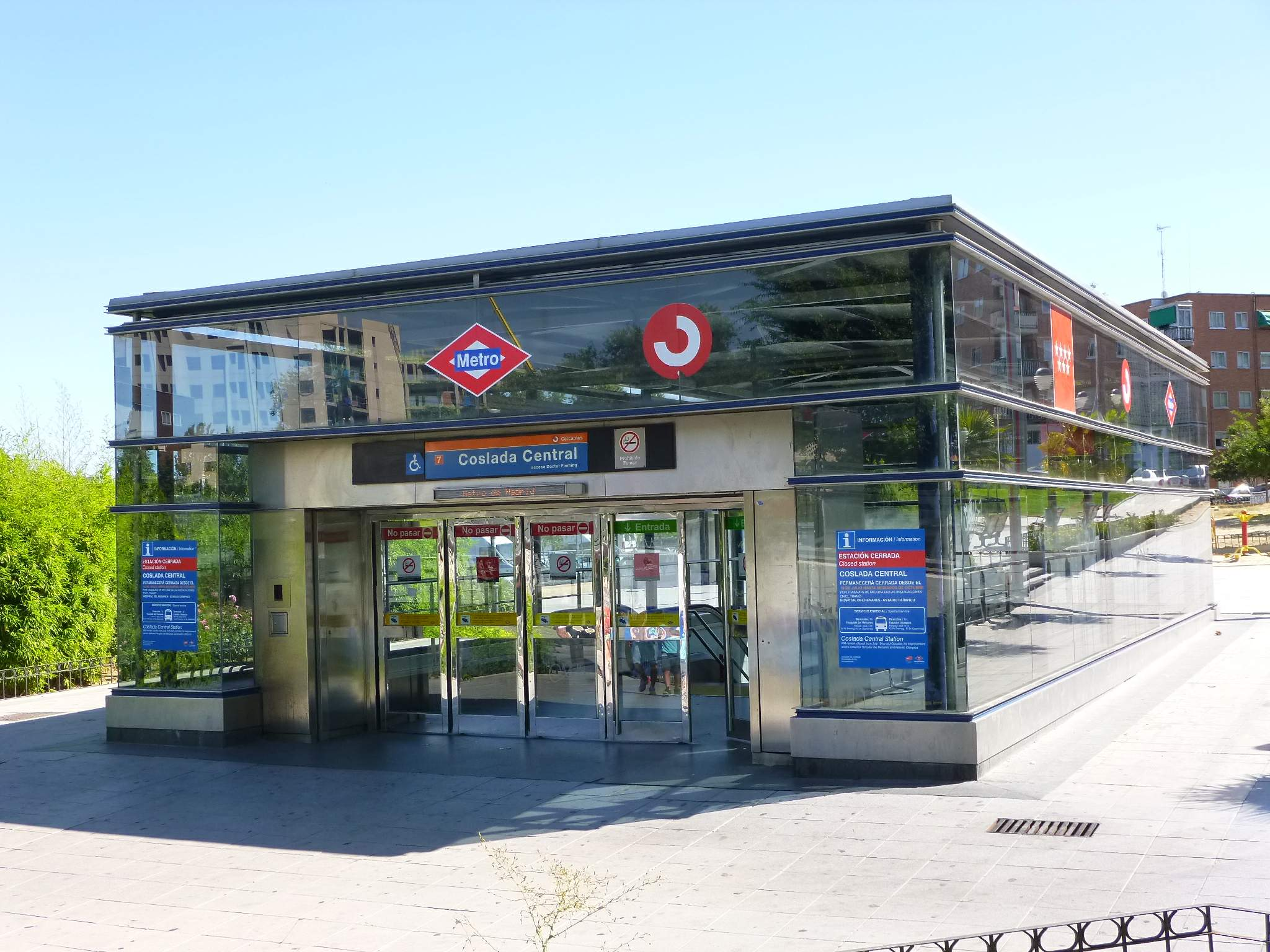
Acceso a la estación de Coslada Central, de metro y tren de cercanías

- Coslada Central en correspondencia con la estación de Cercanías
- La Rambla
- Hospital del Henares

#### En tren
Tren de cercanías Líneas:   . Trenes con destino Atocha-Chamartín-Las Rozas-Príncipe Pío, Villalba, Cercedilla/Segovia y El Escorial/Ávila, por un lado; y trenes con destino Alcalá de Henares y Guadalajara por el otro. Con dos estaciones: 
- Coslada
- San Fernando (en el barrio de la Estación)

#### En avión
Coslada está situada a poco menos de 6 kilómetros del aeropuerto internacional de Madrid-Barajas.

#### En autobús
Líneas urbanas
| Autobuses urbanos de Coslada-San Fernando operados por Avanza | Autobuses urbanos de Coslada-San Fernando operados por Avanza |
| Línea                                                         | Recorrido                                                     |
| ------------------------------------------------------------- | ------------------------------------------------------------- |
| 1                                                             | Polígono industrial - San Fernando                            |
| 2                                                             | Barrio de la Estación - C.I.T.I.                              |

Líneas interurbanas
| Autobuses interurbanos operados por Avanza | Autobuses interurbanos operados por Avanza                                                    |
| Línea                                      | Recorrido                                                                                     |
| ------------------------------------------ | --------------------------------------------------------------------------------------------- |
| 280                                        | Coslada (Estación FFCC) - Hospital del Henares - Loeches                                      |
| 281                                        | Madrid (Avenida de América) – San Fernando de Henares                                         |
| 282                                        | Madrid (Avenida de América) – San Fernando de Henares - Mejorada del Campo                    |
| 283                                        | Madrid (Avenida de América) – Coslada - San Fernando de Henares                               |
| 284                                        | Madrid (Avenida de América) – Velilla de San Antonio - Loeches                                |
| 285                                        | Coslada (Estación FFCC San Fernando) – Velilla de San Antonio - Arganda del Rey               |
| 286                                        | Madrid (Ciudad Lineal) – Coslada (Ciudad 70)                                                  |
| 287                                        | Madrid (Alsacia) – Coslada (Barrio de la Estación)                                            |
| 288                                        | Madrid (Ciudad Lineal) – Coslada - San Fernando de Henares                                    |
| 289                                        | Madrid (Ciudad Lineal) – Coslada (Hospital del Henares)                                       |
| 290                                        | Madrid (El Cañaveral) - Coslada (Estación FFCC) – Plenilunio                                  |
| 822                                        | Madrid (Aeropuerto) – Coslada - San Fernando de Henares                                       |
| N203                                       | Madrid (Ciudad Lineal) – Coslada - San Fernando de Henares - Velilla de San Antonio / Loeches |

## Cultura

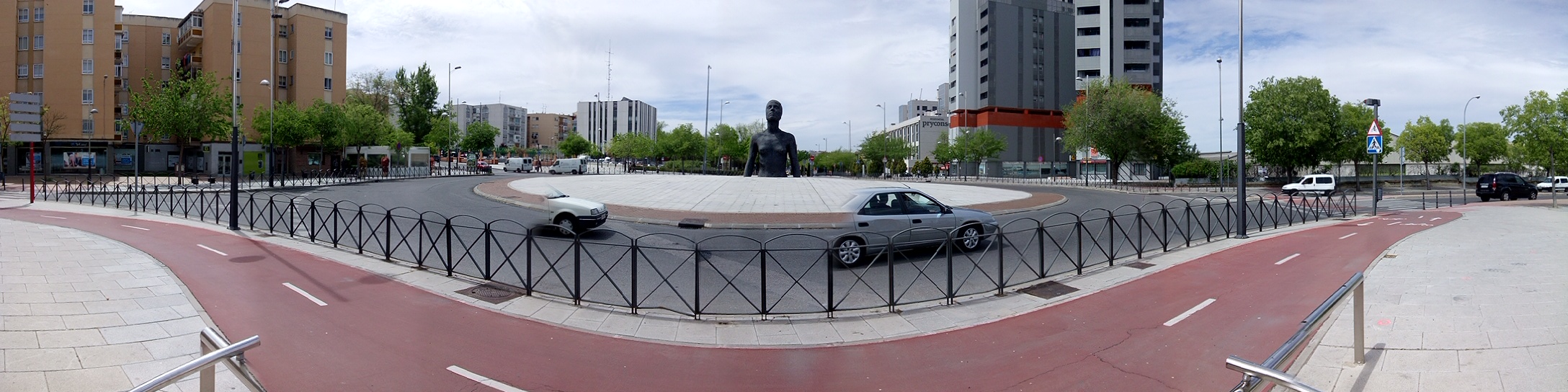
Escultura denominada La Mujer de Coslada

#### Centros culturales
Centro cultural La Jaramilla: en la avenida de la Constitución, 47, Tel: 91 627 82 00 ext. 1200/1350, Bus: 286-287, Metro: Coslada Central
- Biblioteca: lunes a viernes de 16:00 a 21:00
- Teatro
- Exposiciones
- Talleres culturales: danza, pintura, teatro, música...

Centro cultural Margarita Nelken: en la avenida de los Príncipes de España 18, Tel: 91 627 82 00 ext. 1200/1360, Bus: 286-287, Metro: La Rambla
- Café Teatro
- Exposiciones
- Talleres culturales: artesanía, pintura, danza, fotografía...

Biblioteca Central
En la avenida de los Príncipes de España 16, Tel: 91 627 82 00 ext. 1300/1390, Bus: 286-287, Metro: La Rambla. Horario: lunes a viernes de 09:00 a 21:00, sábados de 09:00 a 12:45
Centro Cultural de la Casa de Extremadura en Coslada: en la calle Dr. Michavila, 4, 28821 Tel: 916 72 54 60

### Fiestas locales
- Fiestas de San Isidro Labrador: 15 de mayo.
- Fiestas en honor a la patrona, la Virgen del Amor Hermoso, de Coslada segundo lunes de junio. Durante toda la semana se instala la feria en el recinto ferial a la que suelen acudir los ciudadanos.
- Fiestas del Patxaran: 5 de septiembre.

### Ocio y comercio
- Teatro La Jaramilla: teatro situado junto al ayuntamiento donde se ofrece una cartera de ocio empezando por cine, cultura, teatro, danzas, exposiciones, etc.
- Cines La Rambla: salas de cine situadas en el centro comercial homónimo.
- Centro comercial La Rambla: cuenta con restaurantes, bares, tiendas, cines, recreativos.
- Centro comercial Los Valles: cuenta con restaurantes, bares y tiendas.
- Centro comercial Zocoslada: cuenta con restaurantes, bares y tiendas.
- Centro comercial Plaza Coslada: cuenta con restaurantes, tiendas, cines y supermercados.

### Medios de comunicación
- Prensa escrita: La Quincena y Gente. Periódicos desaparecidos: La Tribuna del Henares, La Noticia del Henares, Mercado de Coslada-San Fernando, Global-Henares y El Iceberg, A2
- Radio: Onda Cero Coslada 102.0 FM y Radio La voz del pueblo
- Televisión; TVC (Televisión del Corredor de Henares) 38 UHF*
- Internet; El Comarcal.es,[12] Coslada Actualidad,[13] Cosladaweb[14] y La Palabra del Henares[15]

### Filmografía
- La gran vida (Antonio Cuadri, 2000) encontró en Coslada el lugar idóneo para su rodaje.
- La película El Palo (Eva Lesmes, 2001) está ambientada en esta ciudad.
- Escenas de la película El oro de Moscú (Jesús Bonilla, 2003) se rodaron en la discoteca Paladium de Coslada .
- La película Siete mesas de billar francés (Gracia Querejeta, 2007) se rodó en Coslada durante el segundo semestre del año 2006.
- La escena en la que Maxi sale del bar en la película Fuera de carta (2008) se rodó en Coslada.
- También han sido rodadas unas escenas de las series Física o Química y 18
- Se realizó para TVE la miniserie El Bloke. Coslada Cero dedicado a la corrupción que hubo en la policía de Coslada .
- Se rodaron escenas de la serie El Ministerio del Tiempo para TVE

## Administración y política

### Gobierno municipal
Desde las primeras elecciones municipales Coslada ha estado gobernada por el PCE e IU. José Huelamo pasó a ser el cabeza de lista y alcalde del municipio tras la dimisión de Ángel Berrendero. Obtuvo 4 mayorías absolutas hasta en 1999, donde la dirección de IU decide echar a Huélamo de la coalición y este decide formar un partido político llamado la Plataforma de la Izquierda de Coslada (PIC), tras la expulsión de Huélamo en 1999, IU en las siguientes elecciones paso de tener 14 concejales a 6.
En 2003, el PP ganó las elecciones por primera vez en votos y empata a concejales con el PSOE con 7 concejales cada uno. Un pacto con la PIC y al ser el partido más votado dio a Raúl López Vaquero del PP la Alcaldía de Coslada.
Las críticas y las denuncias de la PIC al PP con la llegada de El Corte Inglés o la licencia de un colegio concertado en terreno privado provocan una grave crisis en el equipo de gobierno, a pesar de ello, el PP y la PIC siguen juntos hasta el final de la legislatura.
Tras las elecciones de 2007, el claro vencedor de las mismas fue el PP quien ganó las elecciones con más del 41 % de los votos y 5 concejales más. El PSOE obtiene el 34,2 % de votos, con dos concejales más, que permiten junto con IU y PIC conformar un Equipo de Gobierno, siendo Ángel Viveros Gutiérrez nuevo alcalde de Coslada.
La fuerza política menos votada fue la PIC con Huélamo en cabeza de lista, que sufrió un batacazo electoral pasando de 6 concejales a 1. IU también perdió representación de 5 a 3 concejales.
En votos a la presidencia de Madrid el PP consiguió el 45,4 % frente al 39,9 % del PSOE.
En las elecciones generales del 9 de marzo de 2008, el PSOE, con José Luis Rodríguez Zapatero como candidato a la reelección, gana las elecciones con el 47,22 %, el PP con Mariano Rajoy Brey consigue un 39,88 % de votos, por su parte IU con Gaspar Llamazares Trigo obtiene un 6,54 %, y UPyD con Rosa Díez González se estrena con un 3,42 % de los votos.
En las elecciones de 2011 el Partido Popular fue el partido más votado con algo más del 39 % de votos, perdiendo un concejal, al igual que el Partido Socialista con el 27 % los votos. Izquierda Unida mantiene los mismos concejales que la pasada legislatura, y entran a la corporación municipal Unión Progreso y Democracia con dos representantes, y la Agrupación Republicana de Coslada con uno.
En las elecciones de 2015 el Partido Popular vuelve a ser el más votado, con 7 concejales, pero pierde 4 ediles con respecto a la legislatura anterior. El Partido Socialista obtiene 6 concejales. Somos Coslada, nueva formación política, se estrena con 5, al igual que Ciudadanos con 3. Izquierda Unida vuelve a mantener 3 ediles y Agrupación Republicana de Coslada con uno. Unión, Progreso y Democracia pierde los dos concejales de la corporación local anterior. Ángel Viveros es investido alcalde con los votos favorables del PSOE, Somos Coslada, IU y ARCO.
| Periodo   | Nombre                         | Partido | Partido                                                |
| --------- | ------------------------------ | ------- | ------------------------------------------------------ |
| 1979-1981 | Ángel Berrendero Gómez         |         | Independiente                                          |
| 1981-1981 | Raúl Revilla Ruiz              |         | Partido Socialista Obrero Español (PSOE)               |
| 1981-1999 | José Huélamo Sampedro          |         | Partido Comunista de España (PCE) Izquierda Unida (IU) |
| 1999-2003 | Juan Manuel Granados Rodríguez |         | Partido Socialista Obrero Español (PSOE)               |
| 2003-2007 | Raúl López Vaquero             |         | Partido Popular (PP)                                   |
| 2007-2011 | Ángel Viveros Gutiérrez        |         | Partido Socialista Obrero Español (PSOE)               |
| 2011-2015 | Raúl López Vaquero             |         | Partido Popular (PP)                                   |
| 2015-act. | Ángel Viveros Gutiérrez        |         | Partido Socialista Obrero Español (PSOE)               |

| Partido político                            | 2023  | 2023   | 2023       | 2019  | 2019   | 2019       | 2015  | 2015   | 2015       | 2011  | 2011   | 2011       | 2007  | 2007   | 2007       |
| Partido político                            | %     | Votos  | Concejales | %     | Votos  | Concejales | %     | Votos  | Concejales | %     | Votos  | Concejales | %     | Votos  | Concejales |
| Partido Popular (PP)                        | 37,47 | 15 032 | 10         | 17,63 | 6977   | 5          | 24,93 | 10 296 | 7          | 39,40 | 16 010 | 11         | 40,24 | 16 617 | 12         |
| Partido Socialista Obrero Español (PSOE)    | 24,60 | 9871   | 7          | 26,22 | 10 374 | 8          | 23,01 | 9505   | 6          | 27,31 | 11 097 | 8          | 33,53 | 13 846 | 9          |
| Más Madrid                                  | 14,04 | 5635   | 4          | 6,16  | 2437   | 1          | —     | —      | —          | —     | —      | —          | —     | —      | —          |
| Vox                                         | 9,95  | 3993   | 2          | 6,95  | 2753   | 2          | —     | —      | —          | —     | —      | —          | —     | —      | —          |
| Podemos-Izquierda Unida-Los Verdes (IU-LV)¡ | 7,32  | 2938   | 2          | 12,71 | 5029   | 2          | 10,54 | 4354   | 3          | 13,24 | 5382   | 3          | 12,24 | 5053   | 3          |
| Ciudadanos (CS)                             | 1,94  | 780    | 0          | 17,38 | 6876   | 5          | 11,14 | 4603   | 3          | —     | —      | —          | —     | —      | —          |
| Agrupación Republicana de Coslada (ARCO)    | —     | —      | —          | 1,17  | 466    | 0          | 5,30  | 2187   | 1          | 5,77  | 2343   | 1          | 2,84  | 1173   | 0          |
| Somos Coslada (SmC)                         | —     | —      | —          | —     | —      | —          | 19,39 | 8009   | 5          | —     | —      | —          | —     | —      | —          |
| Unión Progreso y Democracia (UPyD)          | —     | —      | —          | —     | —      | —          | 3,11  | 1285   | 0          | 7,91  | 3213   | 2          | —     | —      | —          |
| Plataforma de la Izquierda de Coslada (PIC) | —     | —      | —          | —     | —      | —          | —     | —      | —          | 1,67  | 679    | 0          | 5,81  | 2401   | 1          |

### Operación Bloque

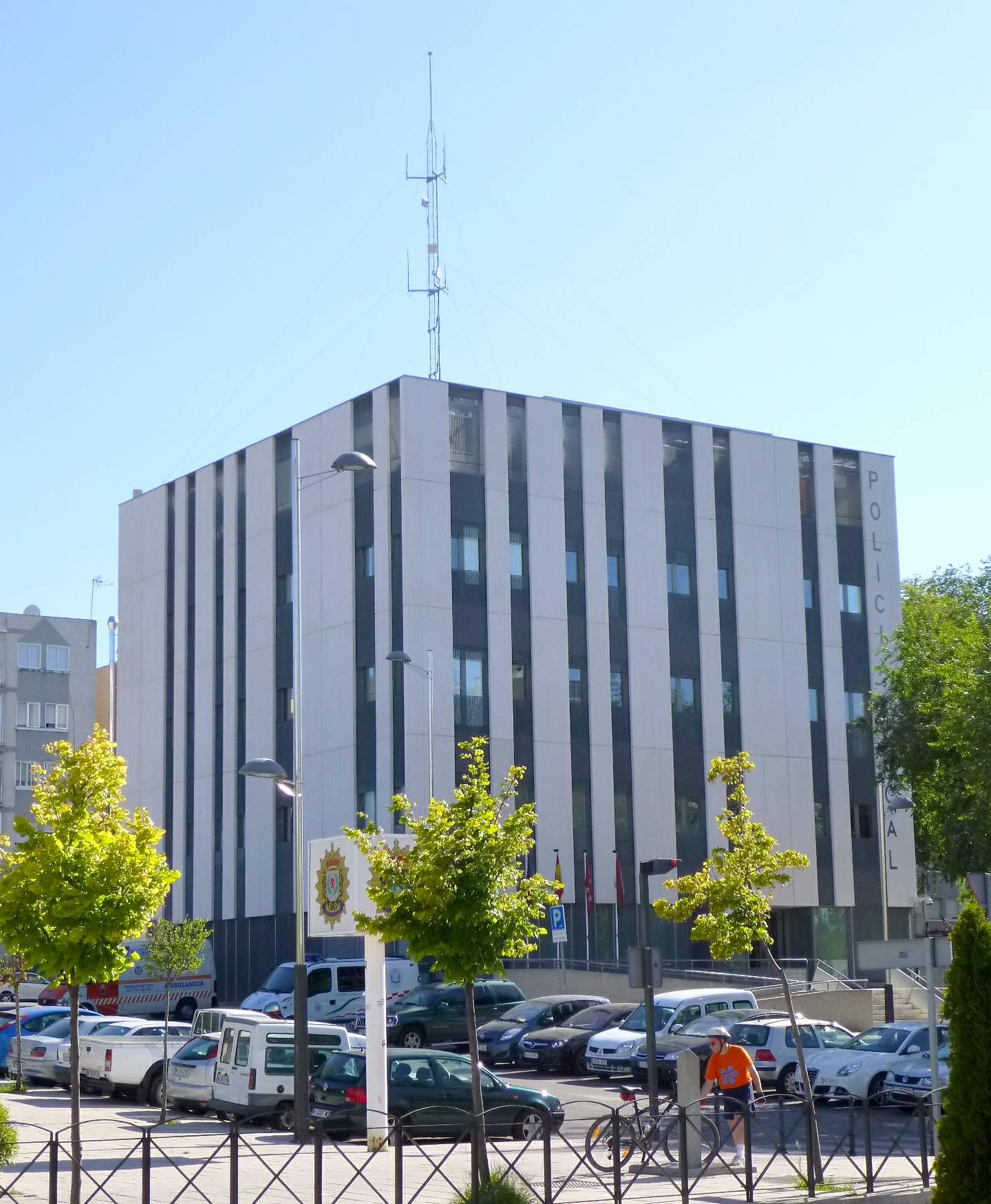
Cuartel de la policía municipal

La Operación Bloque es el nombre que recibe en la operación contra la corrupción policial del cuerpo de la policía municipal de Coslada. El principal objetivo de dicha operación fue la de investigar el entramado configurado por el jefe de la policía municipal de Coslada Ginés Jiménez, aunque participaban otros policías. Entre los delitos figuran extorsión, prostitución y tenencia ilícita de armas.
«Al máximo responsable de la policía local de Coslada se le imputan delitos contra la Administración, la libertad sexual y por tenencia ilícita de armas. A su número dos se le acusa de asociación ilícita, delitos contra el patrimonio, contra la Administración, lesiones, amenazas y contra la libertad sexual».

### Organización territorial

#### Distrito 1
El distrito número 1 engloba al casco y el barrio del Puerto con una población censada de 31 336 habitantes (representa el 36,79 % con respecto al total poblacional). El Casco es el barrio más poblado de Coslada (28 916 habitantes; 33,96 %).
- El Casco

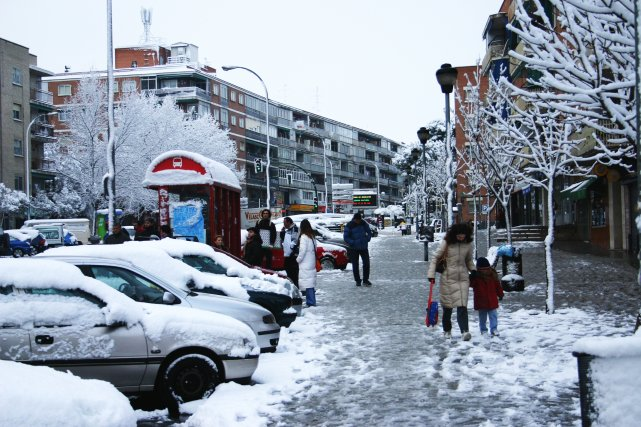
Coslada un día de nieve

Es el núcleo urbano de Coslada, barrio más antiguo que presenta un entramado de calles en relación con las vías de circulación más importantes: avenida de la Constitución, calle Doctor Fleming, y avenida de España principalmente. Constituye una zona comercial tradicional, ejemplo de la plaza del Sol y sus calles aledañas. En él se localiza el ayuntamiento, la plaza Mayor, el centro cultural La Jaramilla, el estadio y polideportivo El Olivo, y un centro de salud, entre otros equipamientos municipales. Alberga una estación de metro al lado del parque Av. de España, y otra más que actúa como intercambiador con la estación de Cercanías Renfe: Coslada.
- Barrio del Puerto

Barrio de reciente construcción próximo a la carretera de Vicálvaro, y al Humedal de Coslada, pulmón verde de la ciudad. Este barrio da nombre a la primera estación de metro del municipio al llegar desde Madrid. Colindante al Humedal, el Cañaveral.

#### Distrito 2
El distrito número 2 engloba a El Esparragal, La Colina, Las Conejeras, La Espinilla, Ciudad 70 o Ciudad San Pablo, Valleaguado Sur y futuro barrio Jarama con una población censada de 30 687 habitantes (representa el 36,03 % con respecto al total poblacional). Ciudad 70 es el barrio más poblado de este distrito (11 241 habitantes; 13,23 %), y el tercero con respecto a la población total del municipio. Le sigue La Espinilla (9393 habitantes; 11 %) y Valleaguado Sur (5058 habitantes; 5,93 %). El resto no supera el 3 % de población cada uno, en referencia al total de población de la ciudad.
- El Esparragal

Zona de viviendas unifamiliares y chalés cercana a la M-45, que constituye una de las varias vías de entrada a Coslada.
- La Colina

Barrio que linda con El Esparragal, que posee un parque con el mismo nombre. Los nombres de sus calles pertenecen a diversas ciudades de Europa.
- Las Conejeras

Constituye otra zona residencial unifamiliar, con calles de poetas españoles como Miguel Hernández, Pablo Neruda, Jorge Guillén, García Lorca... que confluyen a la avenida de España.
- La Espinilla

Barrio que en su proximidad tiene el polideportivo La Vía, el antiguo cementerio, y nuevas dependencias policiales. También posee otras dotaciones: un centro cultural con biblioteca, y la estación de metro: La Rambla.
- Ciudad San Pablo (Ciudad 70)

Situado al sureste del término municipal de la ciudad, llamado de esta forma porque su urbanización comenzó en la década de los setenta. Tiene una considerable superficie verde: parque de El Cerro. También se conoce el barrio como Ciudad San Pablo, debido al nombre de la iglesia dedicada al patrón de Coslada.
- Valleaguado Sur

Se encuentra próximo al parque de La Rambla que contiene una gran superficie de agua, el Lago. Constituye una zona dinámica gracias a la presencia de un Centro Comercial con cines, restaurantes. Tiene un centro de salud con el mismo nombre. Las calles más importantes: Honduras, Uruguay, México, Chile...
- Bº Jarama

Zona surgida por la alteración de los términos de Madrid y Coslada, que alberga el Hospital del Henares, y constituye un área de nuevo desarrollo urbanístico. La última estación de la ampliación de la línea 7 del Metro se ubica cerca del Hospital.

#### Distrito 3

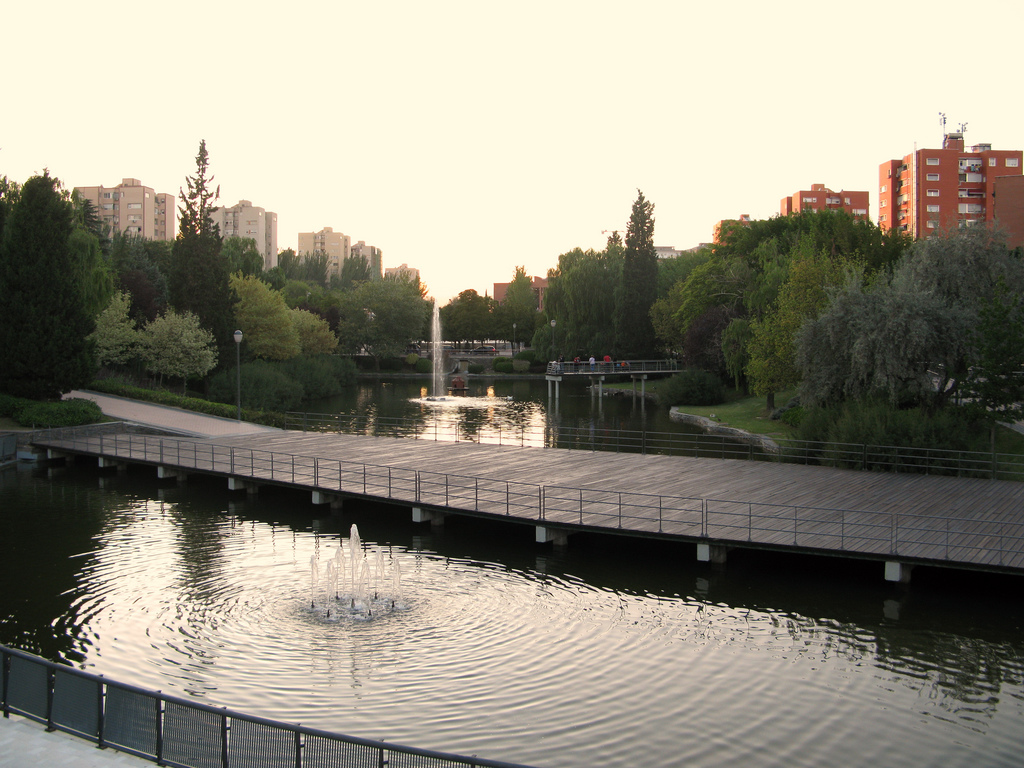
Lago de Coslada en Valleaguado

El distrito número 3 está constituido por Valleaguado Norte y La Cañada con una población censada aproximada de 20 000 habitantes (representa el 24 % con respecto al total poblacional). Valleaguado Norte es el segundo barrio más poblado de Coslada (15 022 habitantes; 17,66 %). La Cañada representa casi un 6 % de la población cosladeña.
- Valleaguado Norte

También cercano al parque de La Rambla, sus calles más importantes: avenida de los príncipes España, Perú, Argentina, Colombia, Venezuela... Junto a la avenida de José Gárate se instala un polideportivo, y el parque Salvador Allende.
- La Cañada

Zona este de Coslada que limita con el municipio de San Fernando de Henares. Su eje vertebrador es la avenida de la Cañada que hacia el sur se bifurca en las avenidas de Berlín y de Vicálvaro respectivamente. Tiene Pistas de Tenis cerca de la zona industrial.

#### Distrito 4
El distrito número 4 está constituido por el barrio de la Estación y el polígono industrial con una población censada de 3145 habitantes (representa el 3,69 % con respecto al total poblacional).
- Bº de la Estación

Barrio denominado así por su proximidad a la estación del ferrocarril. Se localiza junto a la ribera del río Jarama y el puente de Viveros sobre dicho río. Tiene un centro de salud y el centro cívico José Luis Sampedro. En este barrio, se puede acceder en coche y a pie al polígono industrial situado en el madrileño barrio de Rejas a través de la calle Antonio García Fernández y exclusivamente en vehículo por el túnel que conduce a la calle de las Rejas, cuyo número 2 forma parte del municipio cosladeño, mientras que el resto de la vía pertenece al consistorio madrileño. El término municipal está delimitado por la rotonda a la que conducen ambas calles.

## Localidades hermanadas
- San José de las Lajas (Cuba)
- Oradea (Rumania)
- Nejapa (El Salvador)
- Yenín (Palestina)
- Miyec, en población de Auserd de Campos de Refugiados de provincia de Tinduf (Argelia), RASD[18]